# Distrito Municipio de Kaišiadorys
Distrito Municipio de Kaišiadorys o Distrito de Kaišiadorys (Kaišiadorių rajono savivaldybė; Kaišiadorių rajonas) está en el centro de Lituania, en la provincia de Kaunas. Cubre un área de 1087 km² y albergaba una población de 36.800 personas en 2005. Su centro administrativo es Kaišiadorys.

## Localidades
En el distrito hay:
- 2 ciudades - Kaišiadorys y Žiežmariai
- 3 localidades - Kruonis, Rumšiškės y Žasliai
- 401 pueblos.

## Comunas (Seniūnijos)
En el distrito hay 11 comunas (entre paréntesis - centro administrativo)
- Kaišiadorių apylinkės seniūnija (Kaišiadorys)
- Kaišiadorių miesto seniūnija (Kaišiadorys)
- Kruonio seniūnija (Kruonis)
- Nemaitonių seniūnija (Varkalės)
- Palomenės seniūnija (Palomenė)
- Paparčių seniūnija (Paparčiai)
- Pravieniškių seniūnija (Pravieniškės II)
- Rumšiškių seniūnija (Rumšiškės)
- Žaslių seniūnija (Žasliai)
- Žiežmarių seniūnija (Žiežmariai)
- Žiežmarių apylinkės seniūnija (Žiežmariai)